# Казанцев, Михаил Фёдорович
Михаи́л Фёдорович Каза́нцев (род. 23 ноября 1955, с. Конёво, Невьянский район, Свердловская область) — советский и российский учёный-правовед, доктор юридических наук (2008), заведующий отделом права Института философии и права УрО РАН, профессор кафедры предпринимательского права Уральского государственного юридического университета имени В. Ф. Яковлева, профессор Уральского отделения Российской школы частного права (с 1996).

## Биография
Родился 23 ноября 1955 года в селе Конёво Невьянского района Свердловской области в семье простых колхозников.
В период с 1963 по 1971 год учился в местной восьмилетней школе. В 1973 году окончил среднюю школу в г. Невьянске. С сентября 1973 по апрель 1974 года работал шлифовщиком на мебельной фабрике Невьянска. В 1974—1976 годах служил в Советской армии — в зенитно-ракетном полку, являвшемся частью Кантемировской танковой дивизии.
По окончании службы поступил на факультет правовой службы в народном хозяйстве Свердловского юридического института. В 1980 году он стал младшим научным сотрудником в лаборатории хозяйственно-правовых проблем, а в 1982 году был назначен старшим научным сотрудником в той же лаборатории. Одновременно являлся аспирантом на кафедре хозяйственного права СЮИ. В 1985 году он успешно защитил кандидатскую диссертацию, выполненную под руководством профессора, доктора юридических наук В.С. Якушева на тему «Технико-юридические нормы в механизме договорного регулирования хозяйственных связей по поставкам».
С 1982 по 1987 год преподавал финансовое право студентам СЮИ. В 1988 году перешёл в недавно созданный Институт философии и права УрО РАН, где стал заведующим лабораторией правовой информации.
В 1994 году занял должность заведующего сектором договорного права и регионального законодательства (состоял в этой должности до 1996); 1 января 1997 года стал заведующим отделом права. Помимо работы в институте, преподавал в Уральской государственной юридической академии: в 1989—1999 годах, а затем вновь в 2004—2009 годах, читал курс по предпринимательскому праву; с 2003 года вёл спецкурс по проблемам договорного права.
Трудился также на позиции профессора в Уральском отделении Российской школы частного права: с 1996 года читал авторский курс по общей части договорного права. В 1999 году изучал практику правотворчества в Казахстане; в том же году стал участником программы «Открытый мир», в рамках которой стажировался в США.
Был одним из фундаторов Уральского института регионального законодательства — стал первым председателем экспертного совета данного института: занимал этот пост в 1996—1997 годах. В 2008 году защитил докторскую диссертацию — на тему «Концепция гражданско-правового договорного регулирования». Занимался законопроектной деятельностью: участвовал в подготовке трёх законопроектов, среди которых Гражданский кодекс РФ (статья 925 «Хранение в гостинице» главы 47 «Хранение»); пытался оказывать юридическую поддержку предпринимательству.

## Работы
Автор и соавтор более 100 научных работ, посвященных преимущественно проблемам предпринимательского (коммерческого, хозяйственного) права и договорного права:
- Контракты с руководителями, специалистами и рабочими. — Екатеринбург: УрО РАН, 1991. — 208 с.;
- Законодательная деятельность субъектов Российской Федерации: проблемы становления и опыт проекта законодательного кодекса. — Екатеринбург: УрО РАН, 1998. — 276 с.;
- Региональное законодательство России: проблема качества. — Екатеринбург: УрО РАН, 2009. — 332 с.;
- Легальное понятие коррупциогенного фактора нормативного правового акта: логико-юридический анализ // Актуальные проблемы научного обеспечения государственной политики Российской Федерации в области противодействия коррупции: Сборник трудов по итогам III Всероссийской научной конференции с международным участием. — Екатеринбург, 2019. — С. 436—452.

## Награды
- Медаль имени С.С. Алексеева (2021).